# استیون اسمیت (بازیکن فوتبال)
استیون اسمیت (به انگلیسی: Stephen Smith) زادهٔ ۱۴ ژانویه ۱۸۷۴ بازیکن فوتبال اهل انگلستان بود که سابقهٔ بازی در تیم ملی فوتبال انگلستان را در کارنامهٔ خود دارد. وی در تاریخ ۶ آوریل ۱۸۹۵ تنها بازی ملی خود را در مقابل تیم ملی فوتبال اسکاتلند انجام داد.
این بازیکن توانسته در این بازی ملی، ۱ گل به ثمر برساند.